# 华南国家植物园

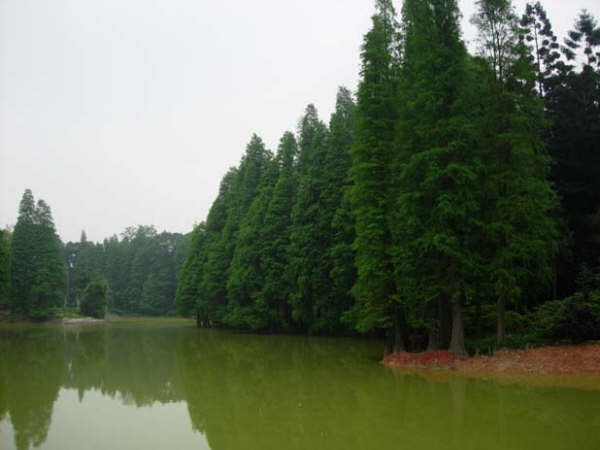
龙洞琪林

华南国家植物园（英語：South China National Botanical Garden），是中国南方地区唯一的国家级植物园，目前世界上最大的南亚热带植物园，也是中国国内历史最久、保存物种最多、面积最大的植物园之一，由国家林草局、住房和城乡建设部、中国科学院、广东省和广州市人民政府合作共建，依托中国科学院华南植物园设立，由广州园区和鼎湖山国家级自然保护区组成，有“中国南方绿宝石”之称号。

## 历史
1929年12月4日，国立中山大学植物研究所正式成立，由陈焕镛任首任所长，1930年4月，定名农林植物研究所。1954年5月1日，从中山大学理学院生物系划出，改为中国科学院华南植物研究所，归属中国科学院领导。1956年12月2日，成立华南植物研究所华南植物园，征用广州龙眼洞火炉山土地建设主园区，并接管肇庆高要鼎湖山林场设鼎湖山树木园。1959年9月28日，华南植物园正式开放。
2002年12月，中国科学院作出“两所三园”战略调整，撤销华南植物研究所建制，改为华南植物园建制。2003年10月16日，经中央机构编制委员会办公室批复，中国科学院华南植物研究所易名为中国科学院华南植物园。
2008年11月，华南植物园被正式授予国家AAAA级旅游景区称号。
2021年10月12日，中国在《生物多样性公约》第十五次峰会上宣布，本着统筹就地保护与迁地保护相结合的原则，启动北京、广州等国家植物园体系建设。2022年5月30日，国务院批复同意依托中国科学院华南植物园设立华南国家植物园。同年7月11日起正式挂牌。

## 园区

### 广州园区
位于广东省广州市天河区长兴街道天源路1190号，由植物迁地保护区（展示区）和科学研究园区组成。植物迁地保护园区（展示区），由中国科学院华南植物园园艺中心进行管理。占地4237亩，建有展览温室群景区、龙洞琪林景区、珍稀濒危植物繁育中心，以及木兰园、棕榈园、姜园等38个专类园区，年游客量超百万人次。展览温室群景区被认为是展示区的标志性建筑，从高空俯瞰，四个温室宛如在湖边的四朵“木棉花”。龙洞琪林景区是其中最具代表性的景点，由棕榈园和孑遗植物区两个半岛及人工湖组成。景区的东边水榭将现代主义建筑与岭南庭园相融合，是知名风景园林师唐振缁和著名建筑师郑祖良合作的作品。1986年，龙洞琪林入选为羊城八景。为广州人发源地的飞鹅岭广州第一村暨地带性植被园也建于其中。

### 鼎湖山国家级自然保护区
位于广东省肇庆市鼎湖区鼎湖山，又称鼎湖山树木园，是中国第一个国家级自然保护区，也是唯一隶属于中国科学院的自然保护区。占地1133公顷。由中国科学院华南植物园的派出机构鼎湖山国家级自然保护区管理局负责管理。

## 珍稀植物
- 2005年5月，华南植物园“年近半百”珍稀植物小梨竹（Melocanna humilis Kurz）首次开花结果，其果形似鸭梨，果皮肉质多汁液，直径3-5cm，重可达50-80克，故得名，约30-45年才开花一次，小梨竹不仅果实奇特，其繁殖方式也与众不同，梨竹的种子在母株上生根萌芽，然后再从母株上脱落，继而长成小树苗，学术上称为“胎生”现象。

## 附近地方
- 龍眼洞
- 广东工业大学龙洞校区

## 交通
地鐵：█广州地铁6号线：植物園站A口